# 韩周烨
韩周烨（韩语： Han Ju-yeob，1999年4月21日—），韩国男子柔道运动员，2024年亚洲柔道锦标赛男子90公斤级铜牌得主、2024年夏季奥林匹克运动会混合团体铜牌得主。